# Wagenborgen
Wagenborgen est un village qui fait partie de la commune de Delfzijl dans la province néerlandaise de Groningue.